# 川添駅
川添駅（かわぞええき）は、三重県多気郡大台町上楠にある、東海旅客鉄道（JR東海）紀勢本線の駅である。

## 歴史
1923年9月に、鉄道省紀勢東線（現・紀勢本線）栃原駅 - 当駅間延伸時に開設。当初は終着駅であったが、1925年8月、当駅 - 三瀬谷駅間が延伸、途中駅となった。

### 年表
- 1923年（大正12年）9月25日：鉄道省紀勢東線（現・紀勢本線）栃原駅 - 当駅間延伸時に終着駅として開設[1][2]。
- 1925年（大正14年）8月15日：紀勢東線当駅 - 三瀬谷駅延伸、途中駅となる[1]。
- 1959年（昭和34年）7月15日：線路名称改定。紀勢東線が紀勢本線へ編入、同線の駅となる[1]。
- 1962年（昭和37年）2月1日：貨物取扱廃止[2]。
- 1983年（昭和58年）12月21日：無人駅化[3]、荷物扱い廃止[2]。
- 1987年（昭和62年）4月1日：国鉄分割民営化に伴い、JR東海の駅となる[1][2]。
- 2000年（平成12年）2月：木造駅舎解体、待合所新築。

## 駅構造
相対式ホーム2面2線を有する列車交換可能な地上駅。両ホームは跨線橋で連絡している。
多気駅管理の無人駅。木造駅舎は佐奈駅や栃原駅と同時期に解体され、代わりに待合所が新築された。

### のりば
| 番線 | 路線      | 方向 | 行先             |
| ---- | --------- | ---- | ---------------- |
| 1    | ■紀勢本線 | 上り | 松阪・名古屋方面 |
| 2    | ■紀勢本線 | 下り | 尾鷲・新宮方面   |

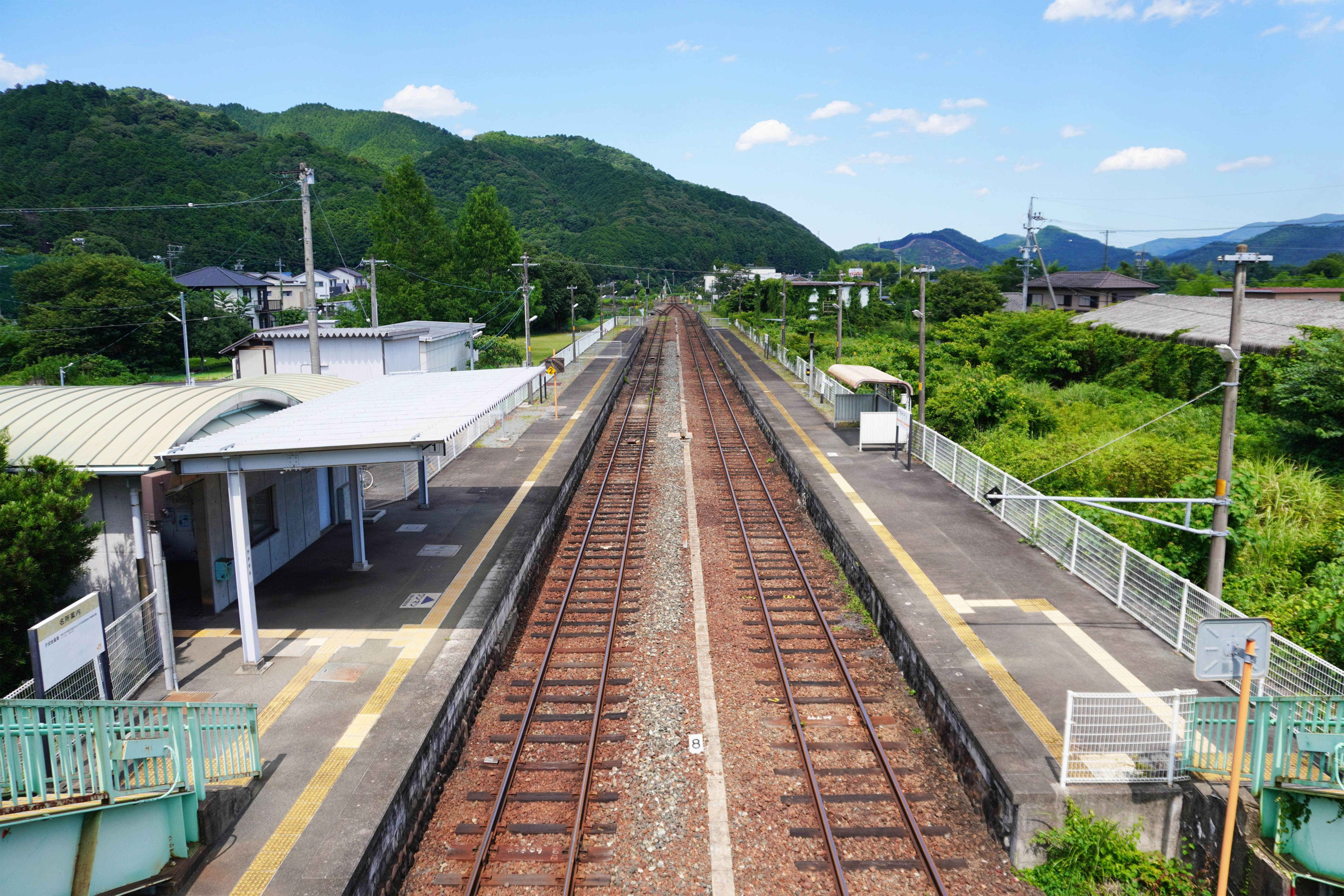
ホーム（2023年7月）

## 利用状況
「三重県統計書」によると、近年の1日平均乗車人員の推移は以下の通り。
| 年度   | 1日平均 乗車人員 |
| ------ | ---------------- |
| 1998年 | 114              |
| 1999年 | 113              |
| 2000年 | 115              |
| 2001年 | 122              |
| 2002年 | 108              |
| 2003年 | 103              |
| 2004年 | 98               |
| 2005年 | 94               |
| 2006年 | 98               |
| 2007年 | 91               |
| 2008年 | 92               |
| 2009年 | 71               |
| 2010年 | 65               |
| 2011年 | 59               |
| 2012年 | 76               |
| 2013年 | 72               |
| 2014年 | 73               |
| 2015年 | 73               |
| 2016年 | 81               |
| 2017年 | 71               |
| 2018年 | 73               |
| 2019年 | 77               |

## 駅周辺
- 国道42号
- 宮川
- 大台町立川添小学校
- 川添郵便局
- 熊野古道伊勢路
- 多気郡農協大台支店川添ATMコーナー
- ファミリーマート大台かわぞえ店

### バス路線
「川添」停留所より、三重交通が運行する路線バスが発着する。
- 54系統・56系統・57系統：松阪駅前 / 栃原駅前
- 54系統：三瀬谷
- 56系統・57系統：三交南紀・道の駅奥伊勢おおだい

## 隣の駅
東海旅客鉄道（JR東海）
■紀勢本線
栃原駅 - 川添駅 - 三瀬谷駅